# (100558) 1997 GE9
(100558) 1997 GE9 es un asteroide perteneciente al cinturón de asteroides, descubierto el 3 de abril de 1997 por el equipo del Lincoln Near-Earth Asteroid Research desde el Laboratorio Lincoln, Socorro, Nuevo México.

## Designación y nombre
Designado provisionalmente como 1997 GE9.

## Características orbitales
1997 GE9 está situado a una distancia media del Sol de 2,358 ua, pudiendo alejarse hasta 2,741 ua y acercarse hasta 1,975 ua. Su excentricidad es 0,162 y la inclinación orbital 1,815 grados. Emplea 1323,09 días en completar una órbita alrededor del Sol.

## Características físicas
La magnitud absoluta de 1997 GE9 es 16,4. Tiene 3 km de diámetro y su albedo se estima en 0,05.